# Talar

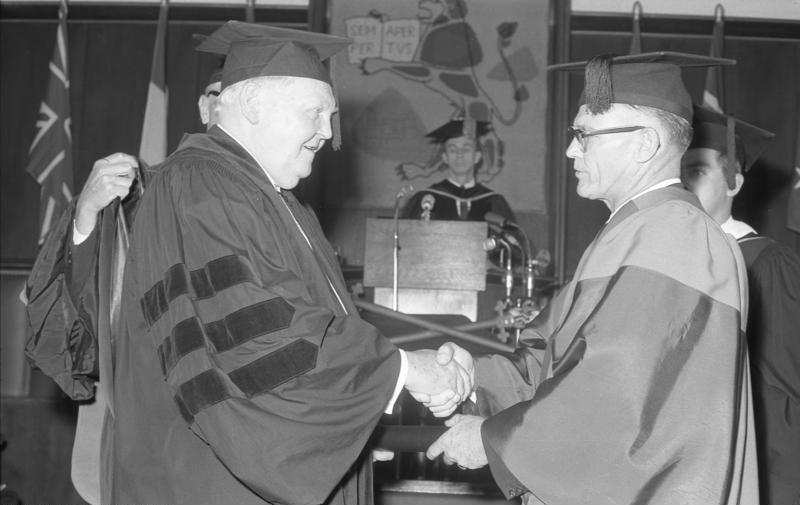
Ludwig Erhard 1965 im Talar

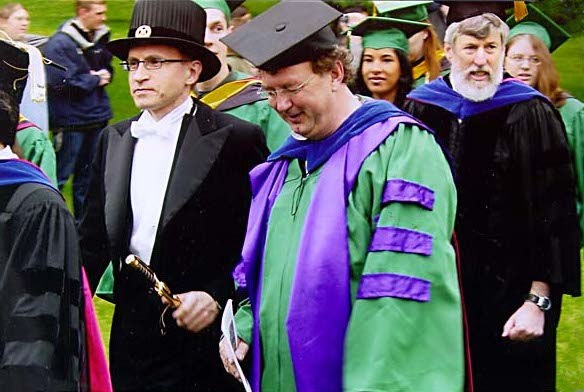
Graduierung in den USA

Ein Talar ist ein weitärmeliges, knöchellanges Obergewand, das von Professoren, Absolventen, Geistlichen und Juristen getragen wird, promovierte Personen tragen dazu zumeist einen Doktorhut.
So wird in Österreich die Robe von Richtern und Anwälten ebenso als Talar bezeichnet wie in Deutschland die Amtstracht von (vor allem protestantischen) Geistlichen und Rabbinern. Seinen historischen Ursprung hat der Talar als akademische Kleidung an mittelalterlichen Universitäten.

## Geschichte

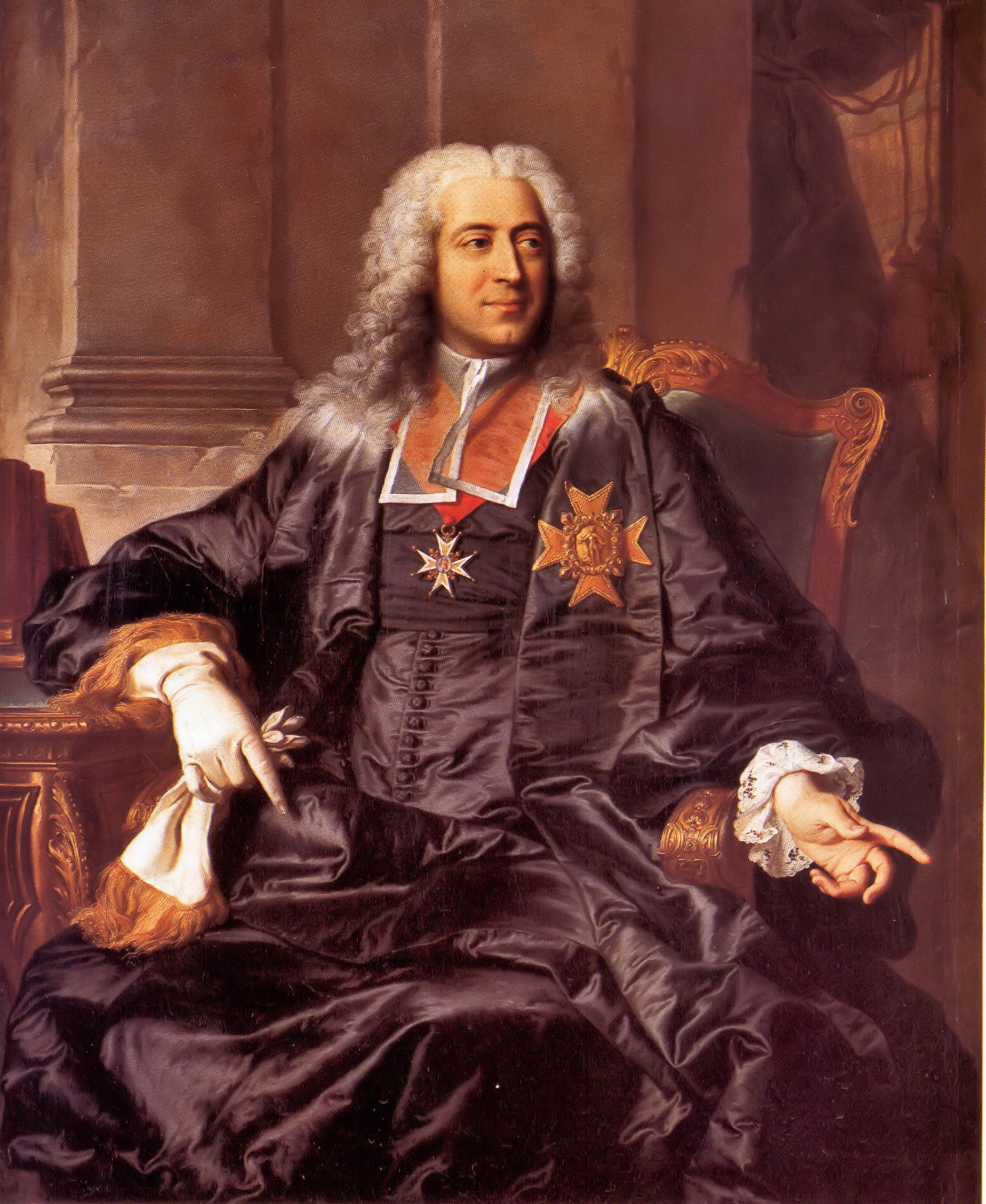
Marc-Pierre d’Argenson in Talar und Soutane eines Mitglieds der Académie des sciences mit der Ordensdekoration des Ordre royal et militaire de Saint-Louis

Der Begriff Talar wurde im 16. Jahrhundert aus mittellateinisch talare oder lateinisch talaria ‚knöchellanges Gewand‘ (Neutrum Plural von talaris, Adjektiv von talus ‚Knöchel‘) als Bezeichnung der Schaube der Gelehrten entlehnt. Sie entstand aus der Supertunika, unter der bis ins 18. Jahrhundert noch die Subtunika getragen wurde, aus der sich die Soutane entwickelte.
Ursprünglich eine Tracht der Universitätsangehörigen, wurde sie im 17. Jahrhundert auch nach dem Universitätsabschluss von Philosophen, Ärzten, Juristen und Priestern (entsprechend ihrem Abschluss an der Artistischen, Medizinischen, Juristischen und Theologischen Fakultät) als Berufskleidung getragen.

## Universitätsangehörige

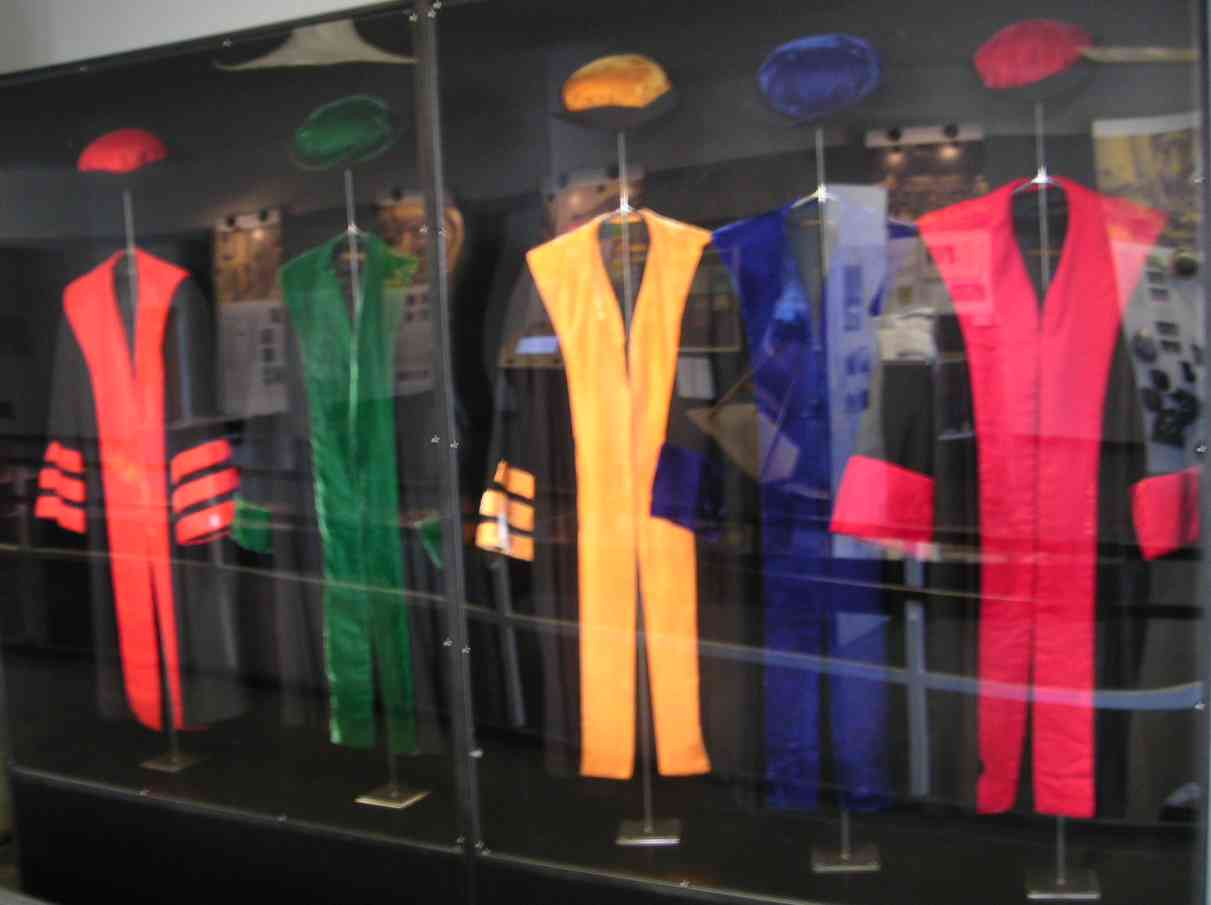
Talare der Freien Universität Berlin, als Folge der 68er-Bewegung nicht mehr getragen

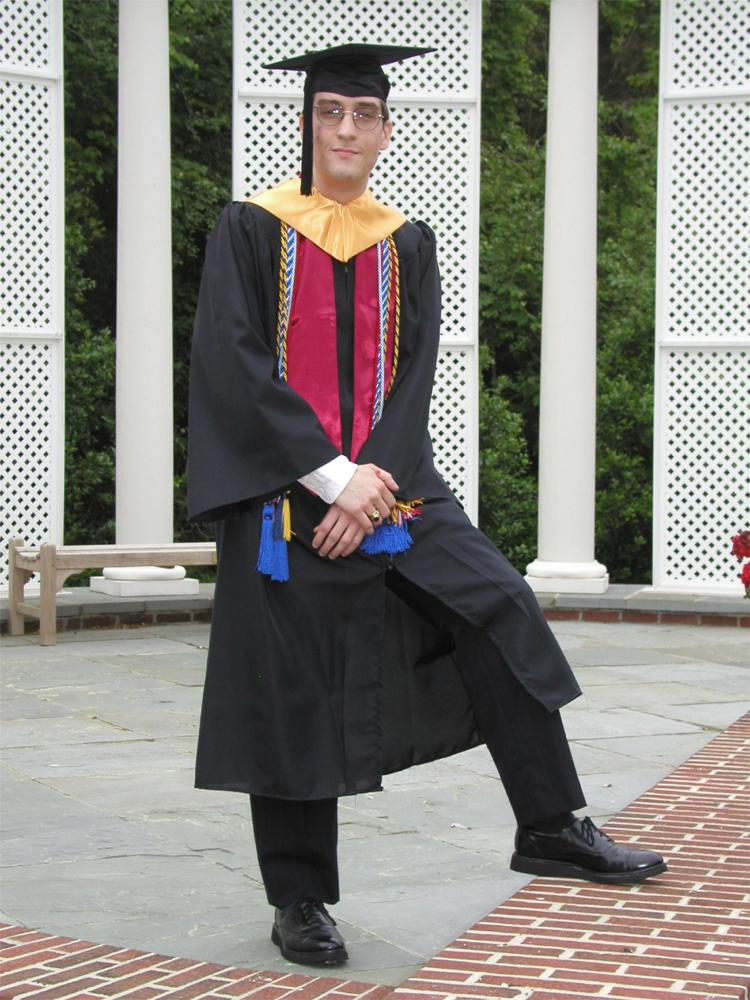
Akademische Tracht in den USA (2004)

Universitätsangehörige tragen Talare nur bei besonderen, feierlichen Anlässen wie etwa Verleihungen von Ehrentiteln, Amtseinführungen oder Jubiläen. Aus den Farben ist ersichtlich, welcher Fakultät der Träger angehört. An der Universität Bonn z. B. ist die Farbe der medizinischen Fakultät scharlachrot, die der landwirtschaftlichen Fakultäten grün, die der juristischen purpurrot (karminrot), die der philosophischen Fakultät dunkelblau (sog. Preußischblau/Berliner Blau), Naturwissenschaften/Mathematik/Pharmazie hell-/lichtblau, die der Theologen violett. An der Freien Universität Berlin wurden für die evangelisch-theologische Fakultät die Farbe Violett, für die juristische Purpur, die medizinische Scharlachrot und die philosophische Dunkelblau festgelegt.
Jede der alten deutschen Universitäten zwischen Freiburg und Kiel hatte zudem einen eigenen, unverkennbaren Talar. Am deutlichsten ist dies am Talar des Rektors zu sehen, der z. B. an der Universität Bonn ein „langer, goldgestickter Mantel von purpurfarbenem Sammet“ mit dazu passendem Barett ist.
Die Deutsche Studentenbewegung der 1960er Jahre, die die angeblich oft konservative Grundeinstellung der talartragenden Professoren und die ihrer Meinung nach fehlende Aufarbeitung der Rolle der Professoren im Nationalsozialismus mit dem Slogan Unter den Talaren – Muff von 1000 Jahren geißelte, führte zur Abschaffung der Talare. Die Talare wurden in der Folge der Protestaktion in Hamburg nicht wieder genutzt und befinden sich als Archivgut im Universitätsarchiv Hamburg oder sind Teil von Ausstellungen. Studenten an deutschen Hochschulen tragen im Normalfall während ihres gesamten Studiums und auch bei Abschlussfeiern keine Talare mehr.
Einen anderen Weg ging die Universität Wien. Kaiser Joseph II. hatte die Talare bereits 1784 abgeschafft. 1927 wurden diese auf Anregung von Hans Uebersberger wieder eingeführt. Dabei tragen katholische Theologen Goldgelb, evangelische Theologen lichtviolett, Juristen purpur, Mediziner Lindengrün und Philosophen Dunkelblau. Der Entwurf stammt von Rudolf Bacher.
Ein gänzlich anderes Verhältnis zum Talar herrscht dagegen in vielen anderen Ländern der Welt wie im Vereinigten Königreich, in den Vereinigten Staaten von Amerika, Südafrika oder Polen. In den USA ist das Tragen des Talars bereits beim Abschluss der High School üblich.
In den USA gibt es einen festen Code, aus dem auch der Rang erkennbar ist. Es wird immer die Robe der Fakultät getragen, die den Träger promoviert hat. Die Länge des Talars (engl. gown) und die Weite der Ärmel sind fest geregelt. Drei Streifen am Ärmel dürfen nur von Personen getragen werden, denen ein Doktorgrad verliehen wurde.
An einigen deutschen Hochschulen gibt es Tendenzen zur Wiederbelebung der Talartradition. Als eine der ersten Institutionen in Deutschland führte die Fakultät für Informatik und Wirtschaftsinformatik der Hochschule Karlsruhe im Jahr 2000 das Tragen von Talaren durch die Absolventen ihrer Masterstudiengänge ein und hat dies seitdem beibehalten. Da einfache Talare in Deutschland zu dieser Zeit nicht lieferbar waren, mussten sie extra aus den USA eingeführt werden. 2005 veranstaltete die Rheinische Friedrich-Wilhelms-Universität Bonn erstmals eine Abschlussfeier im amerikanischen Stil mit 2500 Gästen. Für die rund 700 teilnehmenden Absolventen (von insgesamt 2000 Absolventen des Abschlusssemesters) war das Tragen eines schwarzen Talars, einer farbigen Schärpe und eines viereckigen Baretts mit Anhänger (Quaste) (Doktorhut) Pflicht. Auch die Verleihung eines Doktorgrades findet hier wieder im Talar statt. Ähnliche Entwicklungen sind vor allem an Privathochschulen und im Bereich der Wirtschaftswissenschaften zu beobachten (z. B. an der Handelshochschule Leipzig, HSBA Hamburg School of Business Administration, Hochschule Fresenius, Welfenakademie Braunschweig, EBS Universität für Wirtschaft und Recht, an der Fakultät BWL der Universität Mannheim, am Fachbereich Wirtschaftswissenschaften der Johann Wolfgang Goethe-Universität Frankfurt am Main, an der Fakultät Wirtschaft der Dualen Hochschule Baden-Württemberg, am Institut für Wirtschaftsrecht an der Martin-Luther-Universität Halle-Wittenberg) und der BSP Business School Berlin. Oft handelt es sich hierbei um junge Hochschulen, bei denen nicht die Anknüpfung an eine historische Talartradition, sondern die Anpassung an internationale, vorwiegend im angelsächsischen Raum Gepflogenheiten ausschlaggebend ist.

## Geistliche

### Römisch-katholische Kirche

Christoph Bernhard von Galen im Talar

Der Talar ist ein knöchellanges, meist schwarzes Gewand. Er gehört zur Chorkleidung, die von Priestern, Ministranten und anderen liturgischen Diensten getragen werden kann. Darüber wird ein Chorhemd oder, von höheren Geistlichen, ein Rochett getragen. Regional – vorwiegend in Österreich – wird auch das schwarze Alltagsgewand der Priester, die Soutane, Talar genannt.
Für Priesteramtskandidaten war in der Vergangenheit üblich, den Talar als Alltagsgewand zu tragen. Die Absolventen des Germanicums waren an ihren roten Talaren zu erkennen, weshalb man sie auch „Frati rossi“ nannte.
Bei Ministranten ist der Talar manchmal in der liturgischen Tagesfarbe gehalten. Mancherorts wird auch zwischen Sonn- und Feiertagen, an denen rote Talare getragen werden, und den übrigen Zeiten oder Tagen im Kirchenjahr unterschieden, an denen der schwarze Talar genommen wird.

### Evangelische Kirchen

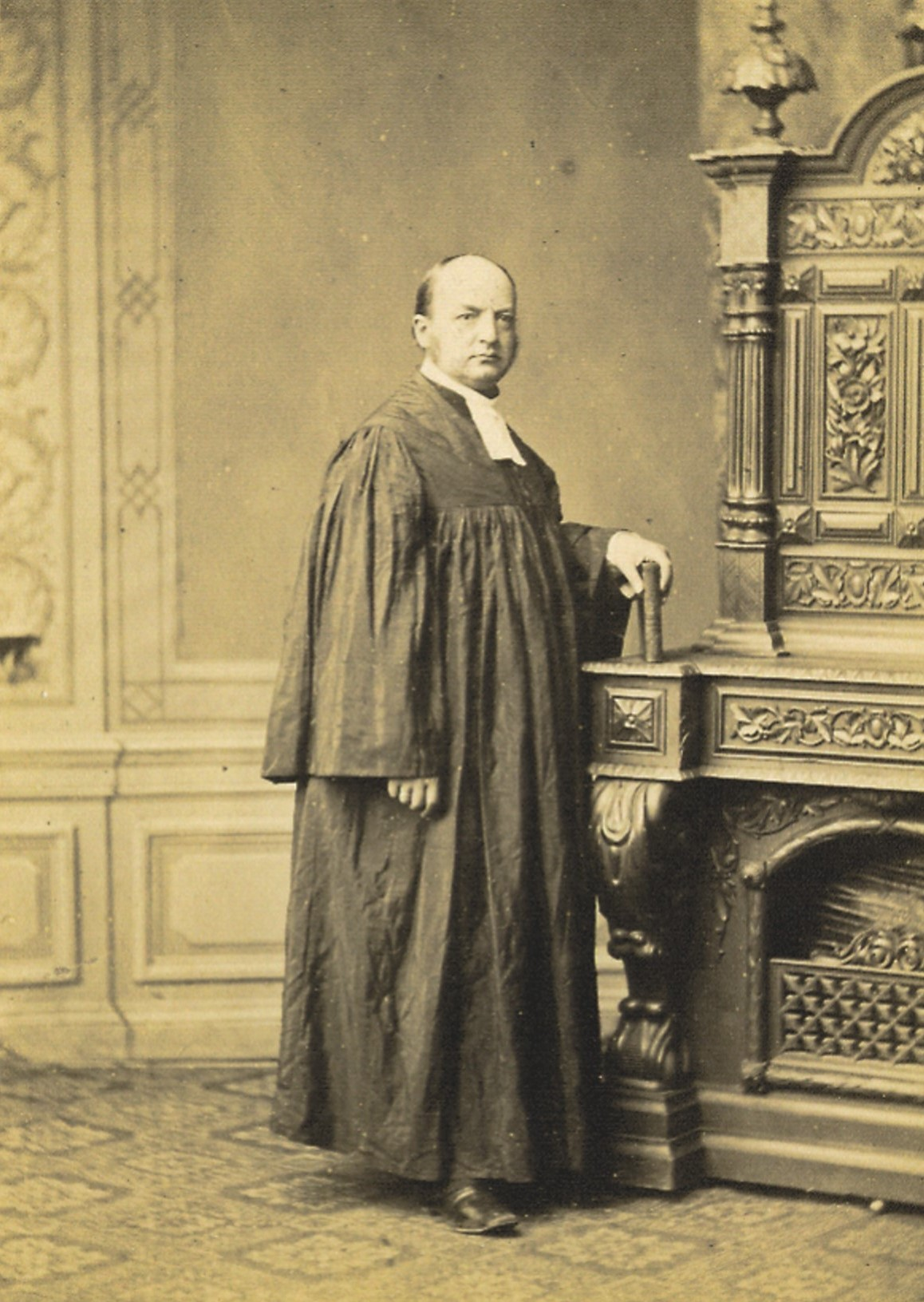
Max Frommel im Talar

Talar bezeichnet im Protestantismus das schwarze Gewand des Pfarrers im Gottesdienst. Ursprünglich als Amtstracht eingeführt, wird der Talar heute ausschließlich als gottesdienstliches Kleidungsstück getragen. Die Talare sind je nach Landeskirche im Detail unterschiedlich gestaltet, zum Beispiel mit Steh- oder Umlegekragen oder mit Samtbesatz (z. B. in Bayern). Zum Talar werden Beffchen oder (in den Hansestädten) eine Halskrause getragen (Hamburger bzw. Lübecker Ornat). Vor allem in lutherischen Kirchen setzt sich in letzter Zeit auch die Stola durch, die in der jeweiligen liturgischen Farbe zusätzlich oder anstelle des Beffchens über dem Talar getragen wird.
Eine Besonderheit im europäischen Protestantismus in Bezug auf die Amtstracht stellt der Schweizer Kanton Graubünden mit dem offenen Scaletta-Mantel (Bündner Talar) dar.
Der Talar wurde 1811 durch eine Kabinettsorder König Friedrich Wilhelms III. in Preußen für (christliche wie jüdische) Geistliche, Richter und andere königliche Beamte eingeführt. In der Reformationszeit waren im Bereich der lutherischen Kirchen die Messgewänder häufig in Gebrauch geblieben. Liturgische Kleidung wird in den evangelischen Kirchen zu den Adiaphora gerechnet, d. h. sie sind nicht verboten, aber auch nicht heilsnotwendig. Martin Luther trug selbst zu den Abendmahlsfeiern noch Messgewänder, bei der Predigt aber die schwarze Schaube der damaligen theologischen Universitätsprofessoren. Nach der Einführung in Preußen hat sich der Talar schrittweise auch in den übrigen evangelischen Landeskirchen Deutschlands durchgesetzt.
Auch ehrenamtliche Prediger (Prädikanten) tragen in der Rheinischen, Westfälischen, Mitteldeutschen und Badischen Landeskirche den Pfarrertalar. In der Evangelischen Kirche von Kurhessen-Waldeck tragen die Prädikanten einen eigenen Prädikantentalar (schwarzer Talar preußischer Form mit V-Ausschnitt ohne Schalkragen), ebenfalls in der Bayerischen Landeskirche (schwarzer Talar mit Quetschfalten, V-Ausschnitt mit rotem Schalkragen). Den Prädikanten der Hannoverschen Landeskirche ist das Tragen eines Talars, der in Länge und Form vom Pastorentalar leicht abweicht, freigestellt.
Talar und Beffchen stehen im Prinzip unter dem Schutz des § 132a des StGB (Missbrauch von Titeln, Berufsbezeichnungen und Abzeichen).
Durch das Tragen des schwarzen Talars wird der informativ-(be-)lehrende Charakter des evangelischen Gottesdienstes betont, bei dem die Verkündigung des Wortes Gottes in der Predigt im Mittelpunkt steht. Gleichzeitig tritt durch die Kleidung die Person der Liturgen in den Hintergrund.
Da im Laufe der Zeit auch in den evangelischen Kirchen zusehends der „Feiercharakter“ der Gottesdienste in den Vordergrund gerückt ist, wird vermehrt über den Talar nachgedacht. Als Zeichen der Verbindung von Lehre und Feier erlauben einige Landeskirchen mittlerweile das Tragen der Stola zum Talar. Mancherorts werden in lutherischen Gemeinden Talar und Beffchen zu besonderen Anlässen wie Taufe oder Weihnachten auch vollständig durch Albe und Stola ersetzt. In der Regel ist hierzu (z. B. in der Evangelischen Kirche in Bayern) ein Beschluss des örtlichen Leitungsorgans (Kirchenvorstand, Presbyterium, Kirchengemeinderat) erforderlich.
In der Selbständigen Evangelisch-Lutherischen Kirche (SELK) sind Talar und Albe (mit Stola) in Gebrauch, wobei sich eine Entwicklung weg vom Talar und hin zu Albe und Stola abzeichnet. Änderungen der gottesdienstlichen Gewandung bedürfen dort der Zustimmung der Gemeindeversammlung.

## Juristen
In Österreich wird die Amtstracht von Richtern, Staatsanwälten und Anwälten als „Talar“ bezeichnet.

## Bestattungswesen
In der Fachsprache der Bestatter wird auch das sogenannte Totenhemd, die Bekleidung des Verstorbenen im Sarg, als Talar bezeichnet.